# Claudia Salvatori
Claudia Salvatori (Genova, 27 luglio 1954) è una scrittrice e fumettista italiana.
Ha scritto romanzi che spaziano dal thriller al giallo al noir, dei quali alcuni sono stati pubblicati da collane specializzate come Il Giallo Mondadori o Segretissimo della Arnoldo Mondadori Editore; come sceneggiatrice di fumetti è stata collaboratrice di Lanciostory, Skorpio, Intrepido e delle testate Disney Italia e di Nick Raider e Julia della Sergio Bonelli Editore.

## Biografia
Si è laureata in lettere con una tesi su Santa Caterina da Siena. Ha esordito come autrice di romanzi nel 1985 con Più tardi da Amelia con il quale ha vinto il Premio Tedeschi; ha ottenuto poi altri riconoscimenti, nel 2001 con il romanzo Sublime anima di donna vincitore del Premio Scerbanenco e, nel 2005, è arrivata nelle finali del Premio Italo Calvino con il romanzo La donna senza testa. Il romanzo L'assassino nudo fu pubblicato a puntate nel 1987 sul quotidiano Il Lavoro. Dal suo libro Schiavo e padrona, la regista Maria Martinelli ha ricavato nel 2001 il film Amorestremo con il pornodivo Rocco Siffredi. Nel 2007 il suo romanzo Il sorriso di Anthony Perkins ha inaugurato la collana Mondadori da edicola Il Giallo Mondadori Presenta. Collabora con le riviste Donna moderna, Confidenze, Max, Gulliver, Amica e Gioia.

## Opere

### Narrativa

#### Romanzi
Ciclo "Walkiria Nera" - collana Segretissimo
- Walkiria Nera: La genesi del male, n. 1526, 2007
- Walkiria Nera: Golden Dawn, n. 1537, 2008
- Walkiria Nera: Progetto Lebensborn, n. 1586, 2012

Collana Il Giallo Mondadori
- Più tardi da Amelia, n. 1901, 1985
- Columbus Day, n. 2279, 1992
- Superman non muore mai, n. 2355; Marco Tropea Editore ISBN 9788843800629, 1994
- Mistero a Castel Rundegg, n. 2367 - scritto con lo pseudonimo Anna dell'Isola, 1994

Collana Il Giallo Mondadori Presenta
- Il sorriso di Anthony Perkins, Alacrán Edizioni ISBN 8889603011; Il Giallo Mondadori Presenta n. 1, 2005

Altri romanzi
- La donna senza testa, Graphos, Alacrán Edizioni ISBN 9788889603178,1990
- Schiavo e padrona, Marco Tropea Editore ISBN 9788843800070, 1996
- La canzone di Iolanda, Marco Tropea Editore ISBN 9788843800612, 1998
- Sublime anima di donna, Marco Tropea Editore ISBN 9788843802289, 2000
- Ildegarda. Badessa, visionaria, esorcista, Arnoldo Mondadori Editore ISBN 9788804524502, 2004
- La donna senza testa, Alacrán Edizioni ISBN 8889603178, 2005
- Nessuno piange per il diavolo, Hobby & Work ISBN 9788878513655, 2006
- Sabina Marchesi e Claudia Salvatori, Sexy thriller (Fairy - Distrazione fatale), Aliberti editore ISBN 9788874241477, 2006
- La donna che gioca con i gatti, Morganti Editori, 2007
- Abel, Epix n. 9. 2009,
- Il mago e l'imperatrice, Mondadori, ISBN 9788804595380, 2010
- Il sole invincibile. Eliogabalo, il regno della libertà, Mondadori ISBN 9788804608059, 2011
- Il cavaliere d'Islanda, Mondadori, 2012
- La splendente regina della notte, Mondadori, 2013

#### Racconti
- Serial killer mon amour, in Inverno giallo 1995, Mondadori, 1994
- Messe nere a Milano, in Inverno Giallo 1996, Mondadori, 1995; Città violenta, Addictions ISBN 9788887913002, 2000
- Il volo dell'elefante, in Nella città proibita, Marco Tropea Editore ISBN 9788843801046, 1998
  - The Flight of the Elephant, in In the Forbidden City (University Chicago Press)
- Rifiutato dal mare, racconto contenuto in Legion, Supersegretissimo n. 36, 2008
- The Winter Blues, in Killers & Co., Sonzogno ISBN 9788845424014, 2003
- La sindrome di Bonnet, in Le ragazze con la pistola, Flaccovio, 2004
- Honey, in Delitti d'amore - Estate gialla 2004, Mondadori, 2004
- Tra il sole e la notte, in Misteri di Natale, San Paolo ISBN 9788821552632, 2004
- Anime amareggiate, in Fez, struzzi e manganelli, Sonzogno ISBN 9788845412325, 2005
- Carne e cioccolata, in Chocokiller, Morganti ISBN 9788887549799, 2005
- Fondi di caffè, in Caffèkiller, Morganti ISBN 9788887549775, 2006
- L'ultima donna e la prima televisione, in Il ritorno del Duca, Garzanti ISBN 9788811683384, 2007
- Carne e pietra, in Anime nere, Arnoldo Mondadori Editore ISBN 9788804568094, 2007
- Figli di solo padre, in History & Mistery. 24 storie di delitto e paura, Piemme ISBN 9788838487224, 2008
- L'ultima fine d'estate, in Bad Prisma, Epix n. 5 (Arnoldo Mondadori Editore), 2009
- Avvocati, poliziotti e angeli, in Alle signore piace il nero, Sperling & Kupfer ISBN 9788820045937, 2009
- Le meraviglie del liceo femminile, in Il mio vizio è una stanza chiusa, SuperGiallo Mondadori n. 38, 2009
- La superbia del poeta, in Seven. 21 storie di peccato e paura, Piemme ISBN 9788856611540, 2010

### Fumetti
Arnoldo Mondadori Editore/The Walt Disney Company Italia
Topolino
- n. 1530, Paperino e il pesce d'aprile (attraverso i secoli) (1985)
- n. 1603, Paperino e l'avventura in Transilvania (1986)
- n. 1858, Kalamity Minni (1991)
- n. 1874, Topolino e la nonna di Gambadilegno (1991)
- n. 1880, Nonna Papera cuoca storica (1991)
- n. 1900, Minni e il "colpo della strega" (1992)
- n. 1901, Piccole papere (1992)
- n. 1935, Super Pippo e il Natale salvato (1992)
- n. 1940, Zio Paperone e il martello delle streghe (1993)
- n. 1954, Paperino e il vecchio frac (1993)
- n. 1957, Le piccole papere crescono (1993)
- n. 1973, Zio Paperone e il pipistrello domestico (1993)
- n. 1990, Paperino e l'esame della fortuna (1994)
- n. 1991, Amelia e lo sciopero del corvo (1994)
- n. 1998, Topolino e il diario segreto di zia Topolinda (1994)
- n. 2002, Minni e la zia di Gambadilegno (1994)
- n. 2023, Topolino e il leggendario Rattinger (1994)
- n. 2023, Paperinda e il cavaliere rosa (1994)
- n. 2030, Paperasia oracolo di Delfi (1994)
- n. 2032, Paperino, Qui, Quo e... Qua da grande (1994)
- n. 2034, Mademoiselle D'Oquette e la rivoluzione (1994)
- n. 2050, Il volo di Paperina O'Fly (1995)

- n. 2068, Daisy Holmes e lo studio in rosso (1995)
- n. 2071, Paperiside e la sfinge (1995)
- n. 2084, Minni e il problema canino (1995)
- n. 2089, Zio Paperone e il Bassotto onesto (1995)
- n. 2095, Paperishtar segretaria perfetta (1996)
- nn. 2097-2098, Topolino e il mistero della Sachertorte (1996, dove appare come Claudette Salvatopi)
- n. 2101, Topolino e mister Bum (1996)
- n. 2105, Uno sport per Paperistra (1996)
- n. 2124, Topolino e le leggende metropolitane (1996)
- n. 2125, Amelia e la crisi della strega (1996)
- n. 2127, Paperino e i cugini di Ocopoli (1996)
- n. 2129, Tip & Tap e i problemi di cuore (1996)
- n. 2133, Topolino e il mistero di Puerto Topo (1996)
- n. 2137, Daisy O'Paper verso il west (1996)
- n. 2146, Topolino e il mostro di Micetown
- n. 2150, Nefer-An-Atra ballerina... modella (1997)
- n. 2161, Gilberto e il magico genio dei Pippi (1997)
- n. 2189, Zio Paperone e la fedele numero uno (1997)
- n. 2228, Amelia e l'antenata strega per forza (1998)
- n. 2230, Pippo e il giallo nel paese delle streghe (1998)
- n. 2294, Nonna Papera e il cavallo Gelsomino (1999)
- n. 2313, Nonna Papera e Super-Kate (2000)

Altre collane
- Topomistery n. 48, Topolino e la scomparsa di Tip (1996)
- Minni n. 12, Paperina e la marmellata magica (1994)
- Minni n. 21, Minni e il pianeta dei gatti d'oro (1995)
- Minni n. 40, Clarabella e l'aquilone maltese (1996)

Ediperiodici
- Oltretomba:
  - n. 234 - L'ombra di Jack
  - n. 235 - Il piffero parlante
  - n. 244 - Loto d'oro
  - n. 245 - Sati
  - n. 288 - La figlia della morte
  - n. 291 - La stampa erotica
  - n. 292 - La caserma dei fantasmi
  - n. 293 - La silfide
  - n. 294 - Il diario della morte

Telefumetto Epierre
- Capitan Sherlock nn. 1, 2 e 4

Editoriale Dardo
- 1992 - Gordon Link n. 17, Muri che piangono

Sergio Bonelli Editore
- Nick Raider n. 126, La guardia del corpo (1998)
- Nick Raider n. 127, Il nano e il gigante (1998)
- Nick Raider n. 129, La banda dei giustizieri (1999)
- Nick Raider n. 130, Il leone e la gazzella (1999)
- Julia n. 15, Morte assicurata (Collaborazione) (1999)
- Julia n. 17, Il delitto negato (Collaborazione) (2000)

## Filmografia
- Amorestremo, di Maria Martinelli - dal romanzo Schiavo e padrona (2001)